# Bascorma
Bascorma est une commune rurale située dans le département de Tougo de la province du Zondoma dans la région Nord au Burkina Faso.

## Santé et éducation
Le centre de soins le plus proche de Bascorma est le centre de santé et de promotion sociale (CSPS) de Tougo tandis que le centre médical avec antenne chirurgicale (CMA) de la province se trouve à Gourcy.

## Religion
En juin 2015 a été inaugurée la mosquée du village, d'une capacité de 500 places, construite notamment avec les dons Ouédraogo Moussa dit « Wobgo ».